# Domenico Vandelli
Domenico Vandelli (Levizzano Rangone, 1º marzo 1691 – Modena, 21 luglio 1754) è stato uno scienziato, cartografo e matematico italiano.

## Biografia
Vandelli, di nobile casato modenese tradizionalmente dedito alla cultura ed alle scienze, si appassionò già in giovane età agli studi classici, letterari, scientifici e ingegneristici grazie ai precettori illustri con cui ebbe modo di studiare. Si formò classicamente e scientificamente, seguendo contemporaneamente la carriera ecclesiastica, studiando dai Gesuiti, diventando poi abate secolare, applicandosi nello Studio Estense intitolato a San Carlo; in seguito, passato all'Università,  si applicò nella Filosofia, Matematica e Teologia, avendo maestri importanti come il matematico Domenico Corradi d'Austria e lo storico ed erudito Ludovico Antonio Muratori, con il quale mantenne sempre i contatti e con il quale spesso cooperò a livello letterario.
Per i suoi studi e lavori ottenne in seguito la docenza alla cattedra di matematica e ingegneria all'Università di Modena (istituita da Rinaldo d'Este) e la nomina a geografo ed antiquario ducale. Fra il 1738 e il 1740 tenne corsi di architettura militare. Fra i diversi incarichi che ricoprì fu ispettore dei fiumi e delle bonifiche del Ducato di Modena, e questo lo portò a viaggi in Romagna ed a Roma. 
Tradusse testi storici dal latino, dal greco, dall'ebraico e dal siriaco.
Pubblicò numerose lettere, articoli scientifici e saggi, occupandosi anche di architettura, storia, letteratura, scienze naturali e di archeologia. A lui si devono importanti ritrovamenti di reperti che hanno consentito la fondazione della Sala Lapidaria del Museo Arcivescovile di Ravenna che risale al 1734.
La sua vasta produzione scientifica è frutto della cultura del suo tempo volta alla ricerca di un sapere enciclopedico, filosofico e scientifico, quindi ancora poco incline alla specializzazione. Infatti Filosofia e Scienza in questo periodo si intrecciavano ancora, anche se in maniera più logica, in preludio di quel novo pensiero scientifico che stava nascendo proprio in quel periodo.
Nel 1725 intraprese un viaggio culturale, tradizionale per i nobili del tempo, che lo portò in Europa a conoscere parecchi illustri personaggi e studiosi permettendogli al contempo di conoscere nuove idee e confrontare le proprie per promuovere l'immagine del Ducato di Modena e la sua stessa persona.
Sino alla fine della sua vita lavorò all'Università di Modena e mantenne l'incarico prestigioso e remunerativo di antiquario di corte. La morte arrivò il 21 luglio 1754.
Vandelli fu sepolto con onori nella Chiesa di S. Carlo di Modena dove riposa.

## Contributi scientifici
Vandelli offre il suo maggior contributo scientifico con l'introduzione innovativa delle linee di livello in cartografia, note, all'epoca, come Isoipsae Vandellis. Il Vandelli, riportando una serie di triangolazioni sul terreno per ottenere le distanze esatte fra i punti e soprattutto fra le altezze relative, ebbe l'idea di collegare i punti con la stessa quota con delle linee continue ottenendo così una nuova rappresentazione cartografica che riduceva gli errori della raffigurazione la quale divenne così più fedele all'orografia. Con tale tecnica, il Vandelli poté mappare l'omonima via Vandelli individuando matematicamente quel tracciato che consentiva di progettare le pendenze affinché fossero progressive e limitate, al fine di avere una migliore percorrenza per le carrozze e per i pesanti carri da trasporto.
Infatti sino alla sua epoca le mappe cartografiche raffiguravano una tridimensionalità più artistica che scientifica. L'introduzione delle linee di livello, rappresentative della quota costante, portò ad una rivoluzione nella rappresentazione mappale che poteva così essere riportata più cartesianamente evitando le precedenti distorsioni artistiche.
L'impiego delle isoipse altimetriche vandelliane permetteva anche una valutazione più efficace e precisa delle distanze su orografie comunque complesse. L'uso di alcuni algoritmi trigonometrici permetteva così il calcolo utile di distanze in obliquo.
L'innovazione fu così radicale da rimanere praticamente inalterata sino ad oggi ed ancora in uso nella sua essenza.

## Opere
Vandelli pubblicò numerose opere identificabili nell'ambito della cartografia e dell'ingegneria civile. Alla sua persona sono dovute le mappe più precise del suo tempo, quali quella del Ducato di Modena e quella della città di Modena, ed alcune importanti opere pubbliche idrauliche, quali gli arginamenti del fiume Secchia e del Panaro, con la creazione di casse di espansione, il sistema fognario della città di Modena, il sistema piezometrico e le condutture dell'acquedotto.
Nel 1724 redige e pubblica la Carta del modenese a cui seguirono varie mappe per i molti dettagli idrografici e corografici richiesti, e sempre su commessa dell'illustre famiglia reggente degli Estensi.
Nel 1728 pubblica una Lettera Sopra alcune opposizioni fatte al libro dell'Origine de' Fonti e de' Fiumi, del Cav. Antonio Vallisneri in cui sostiene che in realtà l'origine della risalita delle acque sotterranee è dovuta alle leggi dell'idrostatica.

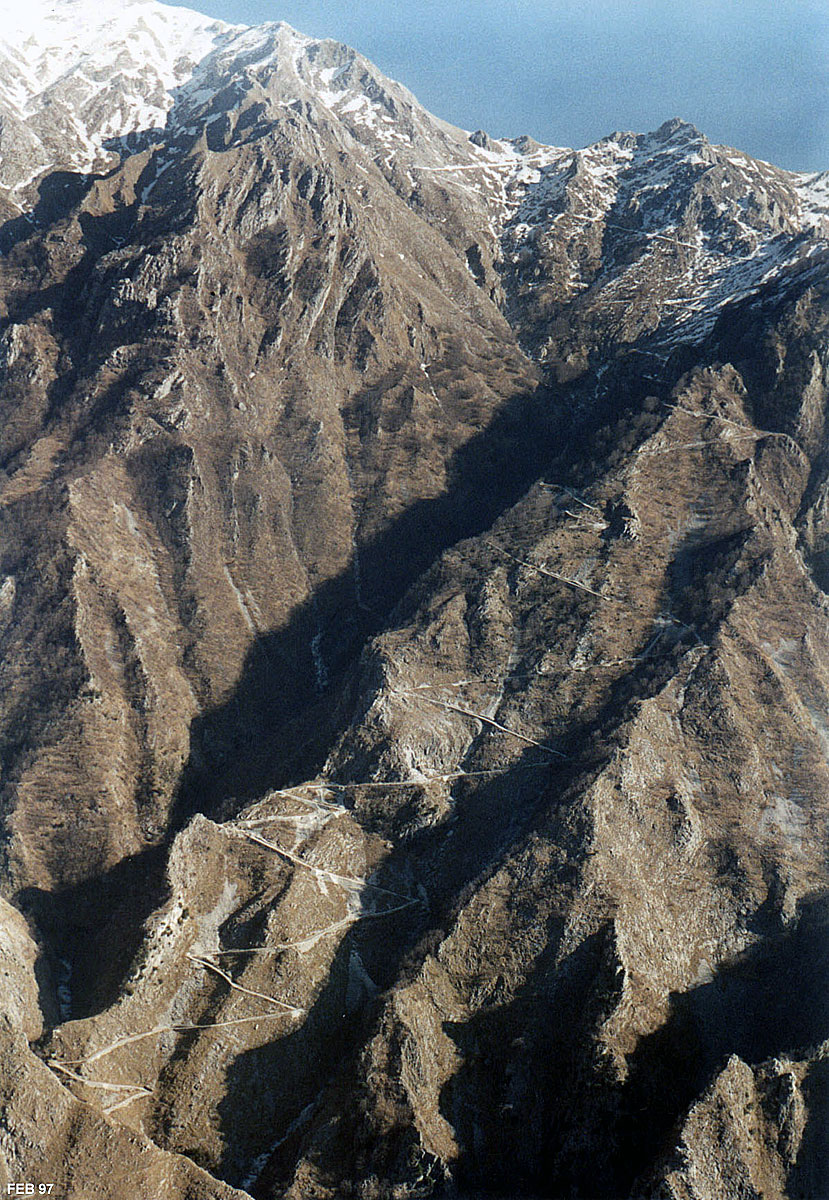
Tratto ardito della via Vandelli sul Monte Tambura.

Vandelli viene tuttavia maggiormente ricordato per la sua ardita opera di ingegneria civile nota come la Via Vandelli.
Prima della costruzione della strada, il Vandelli redasse però una dettagliata mappa per lo studio del percorso, da cui poi derivò una prima già invidiabile mappa territoriale del modenese. La Via Vandelli, costruita tra il 1738 ed il 1751, fu una strada ducale che permise alla città di Modena di avere uno sbocco diretto sul Mar Tirreno, giungendo sino alla spiaggia della città di Massa.
Ai giorni nostri questa strada è solamente di interesse e frequentazione sportiva, naturalistica e storica, e suscita l'interesse ampio del pubblico e dei naturalisti per gli ambienti suggestivi che attraversa; la strada è in fase avanzata di consolidamento e di restauro.
Nel novembre 1743 Vandelli pubblicò la " Pianta della città di Modena co' suoi scoli sotterranei pigliata l'anno MDCLXXXIV ", notevole raffigurazione della città di Modena e del suo sistema idrico interno ed esterno.
Il Vandelli rimase comunque desideroso di compiere un'opera assolutamente originale, e per questo decise di stendere anche sul territorio modenese una rete di triangolazione, e di appoggiare a quella raffigurazione tutta una serie di osservazioni e misure importanti.

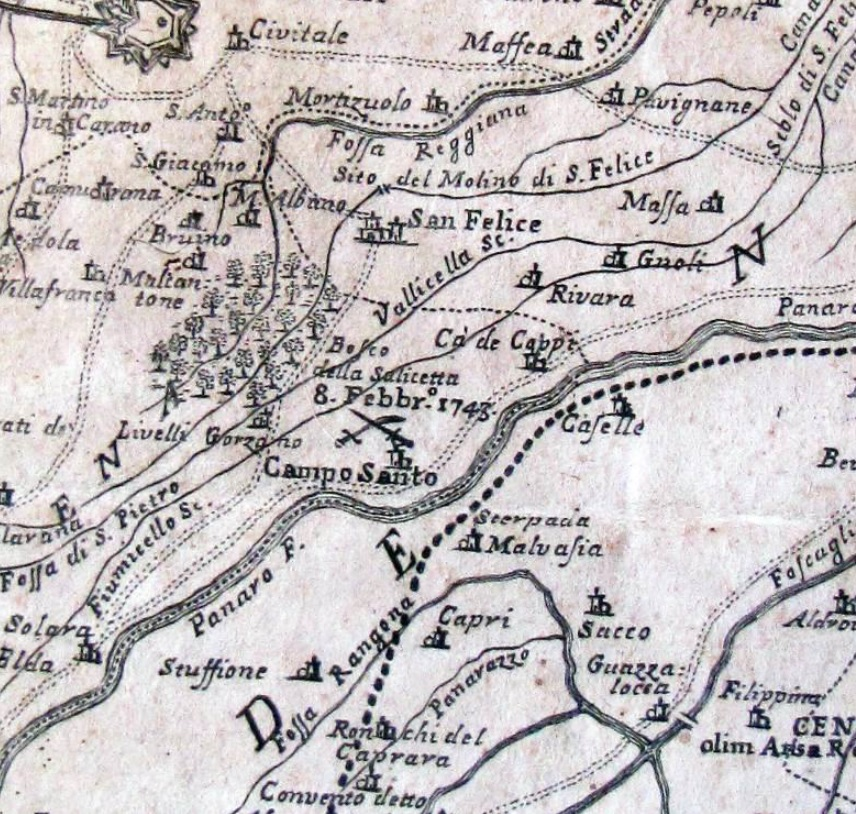
Domenico Vandelli, Mappa del territorio modenese 1746. Particolare con l'indicazione della Battaglia di Camposanto.

Nel 1746 pubblicò così un'importante raffigurazione mappale nota come la Carta degli Stati del Serenissimo signor Duca di Modena delineata con le strade principali e parte dei domini circostanti; la Carta fu incisa su rame a Ferrara dal noto stampatore ferrarese Andrea Bolzoni e corredata con un'ampia legenda esplicativa dei procedimenti seguiti per la sua costruzione. Redatta in scala 1:200.000, è ricca di nomi e di particolari topografici e dotata di una orografia rappresentata da un tratteggio altamente tecnico e non solo artistico come invece costumava a quel tempo. Tutt'oggi è giudicata come una delle migliori realizzazioni cartografiche del secolo XVIII.
Nel 1748 pubblica la prestigiosa Carta Topografica del Modenese e le Memorie intorno alle antiche carte geografiche.
Interessanti le dissertazioni di carattere letterario che ci sono giunte, come la Lettera sopra la Divina Commedia di Dante Alighieri tradotta in versi esametri latini da Fra Matteo Ronto, che rendono così la figura del Vandelli nella sua piena luce di dotto dell'epoca.
Il carattere del Vandelli è ben rappresentato dalla sua Risposta di Ciriaco Sincero modenese ad una parte della lettera del signor Simone Cosmopolita scritta ad un suo amico di Firenze sotto il dì 14 di Dicembre dell'anno 1745 intorno alle considerazioni del signor Domenico Vandelli di Modena sopra la Notizia de' Lincei. Pubblicazione	(Conchae: apud Mersas Turres i.e. Modena: Soliani, 1746)
Nel 1743 pubblica l'Appendice alle meditazioni sopra la vita di S. Geminiano vescovo, e protettore di Modena in Venezia, 1743 in ripresa del saggio del dottore Pellegrino Rossi, modenese, con proposte in sei punti di due amici Ristretto della vita del Santo. Pubblicazione in Venezia: Appresso Francesco Pitteri, 1738
Pregevoli le Considerazioni sopra la notizia degli Accademici Lincei scritta dal signor Giovanni Bianchi, e premessa all'opera intitolata Phytobasanos di Fabio Colonna ristampata in Firenze nel 1744. presso Pietro Gaetano Viviani in quarto reale. Opuscolo di Domenico Vandelli. Pubblicazione	In Modena: per Bartolomeo Soliani (10 Giugno 1745)
Nel 1750 Vandelli pubblica un breve saggio biografico storico culturale e celebrativo di Tarquinia Molza modenese, un personaggio molto amato dai suoi concittadini.
Nel 1754, il 25 maggio, scrive sotto pseudonimo un'interessantissima Lettera dissertatoria sopra il vero fiume Rubicone degli Antichi che ancora oggi è di riferimento base nello studio, nella ricerca e nell'individuazione controversa del corso dello storico fiume Rubicone che Giulio Cesare attraversò nelle prime ore del 10 gennaio 49 a.C.
Tra i manoscritti del Vandelli che definiscono l'universalità della sua opera scientifica, si ricordano un Corso di Matematica e cinque lezioni accademiche: Sulle Arti e Scienze Antidiluviane; Sull'equilibrio dei fluidi; Sul flusso e riflusso del mare; Sulla discesa del mercurio nel barometro; Numeri pliniani in contextu Lib.III.C. examinati. Sua una precisa pianta della città di Modena del 1743, una Tavola Geografica del Modanese, per l'intelligenza della Secchia Rapita di Alessandro Tassoni, che comprende anche parte del Veneto e della Romagna, stesa per illustrazione dell'edizione del 1744 del poema tassoniano, e la carta corografica della diocesi di Nonantola, disegnata a corredo dell'opera storica di Girolamo Tiraboschi.
Il Tiraboschi riporta come molto interessante lo studio dissertatorio condotto Sull'origine della bussola e quello critico sull'utilità delle matematiche; ad oggi, di tali opere tuttavia si è persa traccia, così come risulta chiaro l'utilizzo che faceva del barometro a mercurio, un modello da lui stesso costruito e sperimentato, durante le sue campagne di misurazione altimetrica e ben presentato nel corso delle sue lezioni accademiche all'Università di Modena.